# تيم بيترسون
تيم بيترسون (مواليد 26 ديسمبر 1978) هو سبّاح كندي، مثّل بلاده في الألعاب الأولمبية الصيفية 2000.

## روابط خارجية
تيم بيترسون على موقع الاتحاد الدولي للسباحة (الإنجليزية)
- تيم بيترسون على موقع اللجنة الأولمبية الدولية (الإنجليزية)
- تيم بيترسون على موقع أوليمبيديا (الإنجليزية)
- تيم بيترسون على موقع اللجنة الأولمبية الكندية (الإنجليزية)